# 루크 퍼드
루크 퍼드(Luke Ford, 1981년 3월 26일 ~ )는 오스트레일리아의 배우이다.

## 출연 작품
- 블랙 벌룬